# (34632) 2000 UY109
2000 UY109 (asteroide 34632) é um asteroide da cintura principal. Possui uma excentricidade de 0.17292190 e uma inclinação de 9.82406º.
Este asteroide foi descoberto no dia 31 de outubro de 2000 por LINEAR em Socorro.